# CE 프린시파트
CE 프린시파트(카탈루냐어: CE Principat)는 안도라라벨랴를 연고로 하던 안도라의 축구 클럽이다. 이 클럽은 1989년에 설립되었으며 2015년에 해체되었다.

## 성적
- 프리메라 디비지오 3회 우승 (1996-97, 1997-98, 1998-99), 1회 준우승 (1995-96)
- 코파 콘스티투시오 5회 우승 (1994-95, 1995-96, 1996-97, 1997-98, 1998-99)